# Discografia de Swedish House Mafia
A discografia de Swedish House Mafia, um supergrupo de house progressivo da Suécia, consiste em um álbum de estúdio, duas coletâneas musicais, um álbum ao vivo, seis singles e seis videoclipes. O trio foi formado pelos DJs suecos Axwell, Sebastian Ingrosso e Steve Angello em 2008 enquanto viajavam juntos e se ajudavam mutuamente na produção musical, lançando os singles "Get Dumb" (2007) e "Leave the World Behind" (2009), recebendo créditos individualmente pelas canções. Porém, somente em 2010 lançaram seu primeiro hit oficial sob a identificação de Swedish House Mafia. Naquele ano, o grupo assinou contrato com a gravadora EMI, depois de se destacarem em uma apresentação na cidade de Ibiza, na Espanha.
Em março de 2010, o grupo lançou seu primeiro álbum, Until One, uma compilação contendo tanto material próprio quanto remixes de outros artistas. O álbum alcançou a posição de número 13 na Suécia e esteve entre as dez melhores nas paradas musicais da Bélgica, Holanda e Reino Unido; na posição de número 4 na Dance/Electronic Albums e segunda posição no Top Heatseekers, dos Estados Unidos. Ganhou certificação de ouro no Reino Unido e de platina pela Suécia. Do álbum, foram lançados dois singles: "One (Your Name)" (2010). esteve em 21 paradas musicais diferentes — alcançando a primeira posição na Holanda. Ganhou certificação de ouro na Austrália, Dinamarca, Itália e Reino Unido; e certificação de platina na Bélgica e na Suécia. O segundo single foi "Miami 2 Ibiza" (2010), obtendo o mesmo índice de sucesso do anterior, presente em 21 paradas musicais distintas — 19 países, alcançando a liderança na UK Dance Chart do Reino Unido, e Dance Club Songs dos Estados Unidos. Ganhou certificação de platina na Austrália, Suécia e Reino Unido.
O segundo álbum, Until Now, foi lançado em outubro de 2012, sendo considerado tanto um álbum de estúdio, como também material musical de outros músicos. Ao todo, esteve em 22 paradas musicais de 20 países. O álbum alcançou a 3ª posição nas paradas de rádio de sua terra natal, além de atingir o topo no gráfico no Reino Unido, Irlanda, e Estados Unidos: posição de número um na Dance/Electronic Albums e 14, na Billboard 200. Ganhou certificação de ouro na Austrália; de platina na Suécia e Reino Unido. Foi disponibilizado quatro singles de sucesso: "Save the World" (2011) esteve presente em quase 30 paradas musicais, primeira posição na Dance Club Songs. Ganhou certificações de prata no Reino Unido; ouro na Bélgica, Dinamarca e Itália; e de platina na Austrália e Suécia. "Antidote" (2011) foi o segundo lançamento single do álbum, obtendo um menor alcance nas listas de rádios, se comparado com o anterior, alcançando a 4ª posição na UK Singles Chart. Ganhou certificação de prata no Reino Unido e de platina na Suécia.  "Greyhound" (2012) ficou equiparado com o hit anterior, em 15 paradas de rádios, alcançando a terceira posição na UK Dance Chart, levando certificação de ouro na Austrália, Dinamarca e Reino Unido; e de platina na Suécia. Por fim, tanto o quarto single do álbum, como também o último de Swedish House Mafia, "Don't You Worry Child" (2012), foi a canção que mais alcançou êxito, superando o "Save the World". A canção esteve em 44 gráficos diferentes e em 32 países, liderou em dez paradas. Vendeu cerca de 632 mil exemplares somente no Reino Unido, sendo o 13º single mais vendido em 2012. Nos Estados Unidos, esteve na liderando o ranking em três edições de gráficos americanos, atingindo a sexta posição na Billboard Hot 100, e mais de 5,5 milhões de cópias vendidas mundialmente.

## Álbuns

### Álbuns de estúdio
| Paradise Again - Lançamento: 15 de abril de 2022 - Gravadora: Republic - Formatos: Download digital | — | 96 | — | 135 | 99 | 48 | — | — | 121 | 28 | 135 | — | — | 77 | 7 | — | — | 70 | 4 | 14 | N/A |
| "—" significa que o lançamento não chegou às tabelas                                                |   |    |   |     |    |    |   |   |     |    |     |   |   |    |   |   |   |    |   |    |     |

### Coletâneas
| Until One - Lançamento: 25 de outubro de 2010 - Gravadora: Polydor - Formatos: CD, download digital | — | — | — | 22 | 6 | — | 31 | — | 139 | —  | 66 | 8 | — | 81 | —  | —  | —  | — | 13 | 18 | - RU: Ouro - SUE: Platina                |
| Until Now - Lançamento: 22 de outubro de 2012 - Gravadora: Polydor - Formatos: CD, download digital | — | — | — | 12 | 6 | 7 | 21 | 3 | 14  | 25 | 41 | 6 | 1 | 10 | 21 | 29 | 17 | — | 3  | 7  | - AUS: Ouro - RU: Platina - SUE: Platina |
| "—" significa que o lançamento não esteve presente nas tabelas musicais.                            |   |   |   |    |   |   |    |   |     |    |    |   |   |    |    |    |    |   |    |    |                                          |

### Álbuns ao vivo
| Álbum | Melhor posição | Melhor posição | Melhor posição | Melhor posição | Melhor posição | Melhor posição | Melhor posição |
| Álbum | BEL (VA)       | BEL (FL)       | DIN            | ESP            | EUA            | HOL            | ITA            |
| --- | -------------- | -------------- | -------------- | -------------- | -------------- | -------------- | -------------- |
| One Night Stand: The Live Album - Lançamento: 27 de dezembro de 2012 - Gravadora: EMI - Formatos: CD, download digital | —              | —              | —              | —              | —              | —              | —              |
| One Last Tour: A Live Soundtrack - Lançamento: 15 de abril de 2014 - Gravadora: Virgin - Formatos: Download digital    | 55             | 26             | 33             | 66             | 161            | 57             | 65             |
| "—" significa que o lançamento não chegou às tabelas                                                                   |                |                |                |                |                |                |                |

## Canções

### Singles
| Single | Melhor posição | Melhor posição | Melhor posição | Melhor posição | Melhor posição | Melhor posição | Melhor posição | Melhor posição | Melhor posição | Melhor posição | Melhor posição | Melhor posição | Melhor posição | Melhor posição | Melhor posição | Melhor posição | Melhor posição | Melhor posição | Melhor posição | Melhor posição | Melhor posição | Melhor posição | Certificações e vendas (físico e digital) |
| Single | ALE            | AUS            | AUT            | BEL (VA)       | BEL (FL)       | CAN            | DIN            | ESP            | EUA            | FIN            | FRA            | GRE            | HOL            | HUN            | IRL            | ITA            | NOR            | NZL            | POR            | RU             | SUE            | SUI            | Certificações e vendas (físico e digital) |
| --- | -------------- | -------------- | -------------- | -------------- | -------------- | -------------- | -------------- | -------------- | -------------- | -------------- | -------------- | -------------- | -------------- | -------------- | -------------- | -------------- | -------------- | -------------- | -------------- | -------------- | -------------- | -------------- | --- |
| "Get Dumb" - Lançamento: Junho de 2007 - Gravadora: Big & Dirty, Data - Formato(s): 12", CD, download digital                                                             | —              | —              | —              | 5              | 5              | —              | —              | —              | —              | —              | —              | —              | 45             | —              | —              | —              | —              | —              | —              | —              | —              | —              | N/A |
| "Leave the World Behind" - Lançamento: 1 de abril de 2009 - Gravadora: Axtone - Formato(s): 12", CD, CD-R, download digital                                               | —              | —              | —              | 23             | 14             | —              | —              | —              | —              | —              | —              | —              | 75             | —              | —              | —              | —              | —              | —              | —              | 39             | —              | N/A |
| "One (Your Name)" (com participação de Pharrell Williams) - Lançamento: 22 de julho de 2010 - Gravadora: Virgin, EMI, Astralwerks, Polydor - Formato(s): Download digital | 41             | —              | 25             | 6              | 2              | 88             | 20             | —              | —              | —              | 56             | —              | 3              | 11b            | 7              | —              | —              | —              | —              | 2d             | 11             | 13             | - AUS: Ouro - AUS: Platina - BEL: Platina - DIN: Ouro - EUA: Ouro - HOL: Platina - ITA: Ouro - RU: Ouro - SUE: 7x Platina |
| "Miami 2 Ibiza" (com participação de Tinie Tempah) - Lançamento: 4 de outubro de 2010 - Gravadora: Virgin, EMI, Astralwerks - Formato(s): Download digital                | —              | 31             | 36             | 3              | 3              | 92             | 22             | —              | —              | 16             | 71             | —              | 1              | 19b            | 5              | —              | —              | —              | —              | 1d             | 10             | 19             | - AUS: Platina - RU: Platina - SUE: 5x Platina |
| "Save the World" - Lançamento: 13 de maio de 2011 - Gravadora: Virgin, EMI - Formato(s): Download digital                                                                 | 37             | —              | 31             | 18             | 5              | 69             | 15             | 45             | —              | —              | 30             | —              | 20             | 3c             | 11             | —              | 14             | 33             | —              | 5d             | 4              | 26             | - AUS: Platina - BEL: Ouro - DIN: Ouro - EUA: Platina - ITA: Ouro - RU: Ouro - SUE: 5x Platina |
| "Antidote" (com participação de Knife Party) - Lançamento: 16 de dezembro de 2011 - Gravadora: Virgin, EMI, Astralwerks - Formato(s): Download digital                    | —              | —              | 30             | 9              | 35             | —              | —              | —              | —              | 13             | 93             | —              | 49             | —              | 39             | —              | —              | —              | —              | 2d             | 17             | 70             | - RU: Prata - SUE: 3x Platina |
| "Greyhound" - Lançamento: 12 de março de 2012 - Gravadora: Virgin, EMI - Formato(s): 12", CD, download digital                                                            | 53             | —              | 42             | 10             | 9              | —              | 21             | —              | —              | 16             | 39             | —              | 12             | —              | 25             | —              | —              | —              | —              | 5d             | 6              | 33             | - AUS: Ouro - DIN: Ouro - EUA: Ouro - RU: Ouro - SUE: 7x Platina |
| "Don't You Worry Child" (com participação de John Martin) - Lançamento: 14 de setembro de 2012 - Gravadora: Polydor, Virgin, EMI - Formato(s): Download digital           | 9              | 1              | 5              | 10             | 4              | 9              | 2              | 11             | 6a             | 4              | 37             | 6              | 5              | 4b             | 2              | 8              | 2              | 2              | 4              | 1d             | 1              | 7              | - ALE: 3x Ouro - AUS: 11x Platina - AUT: Ouro - BEL: Ouro - CAN: 3x Platina - DIN: Ouro - DIN: 3x Platina - EUA: 5x Platina - FIN: Ouro - HOL: Ouro - ITA: 2x Platina - MEX: 2x Platina - NZL: 2x Platina - RU: 3x Platina - SUE: 9x Platina - SUI: Platina |
| "It Gets Better" - Lançamento: 15 de julho de 2021 - Gravadora: Republic, SSA - Formato(s): Download digital                                                              | —              | —              | —              | —              | —              | —              | —              | —              | 13d            | —              | —              | —              | —              | —              | —              | —              | —              | 35             | —              | —              | 35             | —              | N/A |
| "Lifetime" (com participação de Ty Dolla Sign e 070 Shake) - Lançamento: 19 de julho de 2021 - Gravadora: Republic - Formato(s): Download digital                         | —              | —              | —              | —              | —              | —              | —              | —              | 9e             | —              | —              | —              | —              | 34             | —              | —              | —              | 19             | —              | —              | 35             | —              | N/A |
| "Moth to a Flame" (com participação de The Weeknd) - Lançamento: 22 de outubro de 2021 - Gravadora: Republic - Formato(s): Download digital                               | 14             | 8              | 19             | 16             | 17             | 7              | 10             | 56             | 2e             | 6              | 34             | 3              | 10             | 11f            | 13             | 39             | 7              | 13             | 11             | 4d             | 5              | 10             | - AUS: Platina - DIN: Ouro - FRA: Platina - GRE: Platina - ITA: Platina - POL: Ouro - POR: Ouro - RU: Prata |
| "Redlight" (com participação de Sting) - Lançamento: 25 de fevereiro de 2022 - Gravadora: Republic - Formato(s): Download digital                                         | —              | —              | —              | —              | —              | —              | —              | —              | —              | —              | —              | —              | —              | —              | —              | —              | —              | —              | —              | —              | 1g             | —              | N/A |
| "Heaven Takes You Home" (com participação de Connie Constance) - Lançamento: 15 de abril de 2022 - Gravadora: Republic - Formato(s): Download digital                     | —              | —              | —              | —              | —              | —              | —              | —              | —              | —              | —              | —              | 18             | —              | 81             | —              | —              | —              | —              | 80d            | 18             | —              | N/A |
| "Turn on the Lights Again.." (com participação de Fred Again e Future) - Lançamento: 29 de julho de 2022 - Gravadora: Atlantic - Formato(s): Download digital             | —              | —              | —              | —              | —              | —              | —              | —              | —              | —              | —              | —              | —              | —              | 23             | —              | —              | —              | —              | 27d            | 18g            | —              | N/A |
| "—" significa que o lançamento não chegou às tabelas |                |                |                |                |                |                |                |                |                |                |                |                |                |                |                |                |                |                |                |                |                |                | |

Observações
- ↑a  Indica presença na parada musical Billboard Hot 100 dos Estados Unidos, respectivamente.[116]
- ↑b  Indica presença na parada musical Dance Top 40 da Hungria, respectivamente.[117][118][119]
- ↑c  Indica presença na parada musical Rádiós Top 40 da Hungria.[120]
- ↑d  Indica presença na parada musical UK Dance Chart no Reino Unido, respectivamente.[121]
- ↑e  Indica presença na parada musical Billboard Dance/Electronic Songs dos Estados Unidos, respectivamente.[122]
- ↑f  Indica presença na parada musical Single Top 40 da Hungria.[123]
- ↑g  Indica presença na parada musical Heatseeker da Suécia.[124]

### Remixes
| Ano  | Canção                                                                        | Artista original                                                                           | Álbum lançado | Ref.    |
| ---- | ----------------------------------------------------------------------------- | ------------------------------------------------------------------------------------------ | ------------- | ------- |
| 2009 | "Leave the World Behind" (Dimitri Vegas & Like Mike vs. SHM Dark Forest Edit) | Axwell, Sebastian Ingrosso e Steve Angello & Laidback Luke com participação de Deborah Cox | N/A           | [ 125 ] |
| 2012 | "Every Teardrop Is a Waterfall" (Coldplay vs. Swedish House Mafia)            | Coldplay                                                                                   | Until Now     | [ 126 ] |
| 2012 | "Euphoria" (Swedish House Mafia Extended Dub)                                 | Usher                                                                                      | Until Now     | [ 127 ] |
| 2021 | "Sacrifice" (Remix – Alternate World)                                         | The Weeknd                                                                                 | Dawn FM       | [ 128 ] |

## Vídeos musicais
| Ano  | Canção                                                         | Diretor(es)                      | Ref.    |
| ---- | -------------------------------------------------------------- | -------------------------------- | ------- |
| 2010 | "One (Your Name)" (com participação de Pharrell Williams)      | Henrik Hanson e Christian Larson | [ 129 ] |
| 2010 | "Miami 2 Ibiza" (com participação de Tinie Tempah)             | Christian Larson                 | [ 130 ] |
| 2011 | "Save the World"                                               | John Watts                       | [ 131 ] |
| 2011 | "Antidote" (com participação de Knife Party)                   | BB Gun                           | [ 132 ] |
| 2012 | "Greyhound"                                                    | Carl Erik Rinsch                 | [ 133 ] |
| 2012 | "Don't You Worry Child" (com participação de John Martin)      | Christian Larson                 | [ 134 ] |
| 2021 | "It Gets Better"                                               | Alexander Wessely                | [ 135 ] |
| 2021 | "Lifetime" (com participação de Ty Dolla Sign e 070 Shake)     | Alexander Wessely                | [ 136 ] |
| 2021 | "Moth to a Flame" (com participação de The Weeknd)             | Alexander Wessely                | [ 137 ] |
| 2022 | "Redlight" (com participação de Sting)                         | Alexander Wessely                | [ 138 ] |
| 2022 | "Heaven Takes You Home" (com participação de Connie Constance) | Constance Power                  | [ 139 ] |